# Shmuel Eisenstadt
Shmuel Noah Eisenstadt (en hebreo: שמואל נח אייזנשטדט‎) (10 de septiembre de 1923, Varsovia – 2 de septiembre de 2010, Jerusalén) fue un sociólogo judío. En 1959 fue nombrado para un puesto de profesor en el departamento de sociología de la Universidad Hebrea de Jerusalén. Desde 1990 hasta su muerte en septiembre de 2010 fue profesor emérito. Llevó a cabo un sinnúmero de cátedras como profesor visitante, en la Universidad de Chicago, la Universidad de Harvard, la Universidad de Zúrich, de la Universidad de Viena, la Universidad de Berna, la Universidad Stanford y la Universidad de Heidelberg, entre otras. Eisenstadt ha recibido una serie de premios, incluyendo el premio Balzan y el Max-Planck a la investigación. También fue en 2006 el ganador de la Premio Holberg Internacional. Fue miembro de numerosas academias, incluyendo la Academia Americana de las Artes y las Ciencias y asesor del Consejo de Editores de la revista Social Evolution & History. Fue autor de la teoría de las múltiples modernidades, crítica a visión eurocéntrica de la modernización euroamericana. 

## Trayectoria
Su familia se mudó a Polonia unas generaciones antes de que Eisenstadt naciera en 1923 en Varsovia. A principios de la década de 1930, hizo aliá junto a su madre viuda, asentándose en Jerusalén, en ese entonces bajo mandato británico, donde se educó desde la edad de 12 años. En 1940, Eisenstadt estudió en la Universidad Hebrea de Jerusalén, donde recibió su maestría y su doctorado. en sociología. Después del año escolar 1947–48, regresó a Jerusalén para ser profesor asistente en el departamento de Martin Buber, bajo el cual había escrito su tesis de maestría. Eisenstadt se quedó en la Universidad Hebrea y comenzó a enseñar allí, fue presidente del Departamento de Sociología de 1950 a 1969 y también fue decano de la Facultad de Humanidades durante algunos años.
Eisenstadt contribuyó a la comprensión de las culturas y civilizaciones. Como científico social, "Eisenstadt se ha centrado en la interacción entre los procesos de cambio cultural y estructural y en las tensiones y antinomias inherentes, más que en el proceso de desarrollo uniforme". Eisenstadt investigó temas generales de cambio social, modernidad y civilizaciones. [3] ] Uno de sus argumentos es que "el fundamentalismo no es un fenómeno tradicional sino moderno".
Eisenstadt resumió sus puntos de vista diciendo: "Trato de entender cuál fue la experiencia histórica de las grandes civilizaciones ... para tratar de entender las principales dinámicas de estas civilizaciones y cómo se convirtieron en sociedades modernas, cómo se modernizan y cómo se desarrollan diferentes programas de modernidad".
En honor a las contribuciones de Eisenstadt a la sociología, Erik Cohen, Moshe Lissak y Uri Almagor compilaron el libro Dinámicas comparativas: ensayos en honor de S. N Eisenstadt. Las contribuciones de este libro fueron escritas por antiguos alumnos y colegas de Eisenstadt en el Departamento de Sociología y Antropología Social de la Universidad Hebrea de Jerusalén. Los artículos se relacionan con los temas principales de Eisenstadt en el estudio de las culturas, la modernización y el cambio social y político. El trabajo de Eisenstadt toca muchos campos diferentes de la sociología, los períodos de tiempo y las culturas, y los editores sintieron que el concepto principal del trabajo de Eisenstadt era la dinámica social.
En el campo de la sociología, se le conoció como "sociólogo de la juventud" (de un término en From Generation to Generation, un trabajo estrechamente relacionado con las ideas de Talcott Parsons). Sin embargo:
    "La investigación de Eisenstadt contribuyó considerablemente a comprender que la tendencia moderna de una interpretación eurocéntrica del programa cultural desarrollado en Occidente es un modelo de desarrollo natural visto en todas las sociedades ... el modelo europeo es solo uno: fue simplemente el más antiguo. Comenzó la tendencia. Pero las reacciones sociales, ya sea en EE. UU., Canadá, Japón o en el sudeste asiático, tuvieron lugar con reactivos culturales completamente diferentes." (Frankfurter Rundschau, 22 de marzo de 2000)

## Honores
- The McIver Prize of the American Sociological Association in 1964;
- The Rothschild Prize in Social Sciences in 1970;
- The Israel Prize in social sciences in 1973;[7]
- The International Balzan Prize in 1988;
- The Max Planck Award for Social Sciences in 1994;
- The Amalfi Prize for Sociology and Social Sciences in 2001;
- The Humboldt Research Award in 2002;
- The EMET Prize in Sociology in 2005;
- The Holberg International Memorial Prize in 2006 from the Norwegian Parliament.
- An honorary doctorate from Warsaw University in 2005;
- An Honorary Degree from Harvard University.

## Publicaciones
- 1954 : (en) An Absorption of Immigrants, Londres, Routledge
- 1963 : (en) The Political Systems of Empires
- 1966 : (en) Modernization, Protest, and Change
- 1967 : (en) Israeli Society, New York, Basic Books
- 1968 : (en) The Protestant Ethic and Modernization, New York, Basic Books
- 1969 : (en) Max Weber on Charisma and Institution Building, Chicago, University of Chicago Press
- 1973 : (en) Tradition, Change and Modernity
- 1973 : (en) Traditional Patrimonialism and Modern Neopatrimonialism
- 1978 : (en) Revolution and the Transformation of Societies
- 1979 : (de) Tradition, Wandel und Modernität
- 1984 : (en) Patrons, Clients and Friends: Interpersonal Relations and the Structure of Trust in Society, avec Luis Roniger
- 1987 : (en) European Civilization in a Comparative Perspective
- 1987 : (de) Die Transformation der israelischen Gesellschaft
- 1987-1992 : (de) Kulturen der Achsenzeit (Hrsg.), cinq volumes
- 1992 : (en) Martin Buber on Intersubjectivity and Cultural Creativity, Chicago, University of Chicago Press, coll. « The Heritage of Sociology »
- 1992 : (en) Jewish Civilization. The Jewish Historical Experience in a Comparative Perspective, New York, State University of New York Press
- 1995 : (en) Power, Trust and Meaning : Essays on Sociological Theory and Analysis, Chicago, University of Chicago Press
- 1996 : (en) Japanese Civilization: A Comparative View, University of Chicago Press
- 1999 : (en) Paradoxes of Democracy, Fragility, Continuity and Change, Washington, Woodrow Wilson Press
- 1999 : (en) Fundamentalism, Sectarianism and Revolutions, Cambridge University Press
- 2000 : (en) Multiple Modernities
- 2002 : Le Retour des Juifs dans l'Histoire, trad. de Madeleine Martinez-Ubaud  et Constanze Villar, éditions Complexe, coll. « Théorie politique »
- 2003 : (en) Comparative Civilizations and Multiple Modernities, Brill
- 2004 : (en) Explorations in Jewish Historical Experience : The Civilizational Dimsension, Brill
- 2005 : (en) Axial Civilizations and World History
- (de) Die Antinomien der Moderne
- (de) Die Vielfalt der Moderne
- 2006 : (en) The Great Revolutions and the Civilizations of Modernity
- 2006 : (de) Theorie und Moderne

## Libros en su honor
- Erik Cohen, Moshe Lissak and Uri Almagor (eds.), 1985 Comparative Social Dynamics", Essays in honor of S.N. Eisenstadt; Westview Press, Boulder and London,.
- Klaus Plake und Wolfgang K. Schulz (eds.), 1993 Entillusionierung als Programm: Beitrage zur Soziologie von Shmuel N. Eisenstadt, Deutscher Studien Verlag, Weinheim.
- Eliezer Ben-Rafael and Yitzhak Sternberg (eds.) 2005. Comparing Modernities: Pluralism versus Homogenity; essays in homage to Shmuel N. Eisenstadt. Brill: Leiden.
- Benjamin Z. Kedar, Ilana Friedrich Silber and Adam Klin-Oron, eds., Dynamics of Continuity, Patterns of Change: Between World History and Comparative Historical Sociology. In Memory of Shmuel Noah Eisenstadt (Jerusalem, Israel Academy of Sciences and Humanities and The Van Leer Institute, 2017), 290 pp.
- עורכים: חנה הרצוג, טל כוכבי, שמשון צלניקר ; 2007 דורות, מרחבים, זהויות: מבטים עכשוויים על חברה ותרבות בישראל: לשמואל נח אייזנשטדט בהגיעו לגבורות. מכון ון ליר בירושלים והוצאת הקיבוץ המאוחד.